# Major Harris (giocatore di football americano)
Major Harris (Pittsburgh, 15 febbraio 1968) è un ex giocatore di football americano statunitense che ha militato nel ruolo di quarterback nella Canadian Football League (CFL) e nell'Arena Football League.

## Carriera
Harris al college giocò a football a West Virginia. Nel 1989 fu premiato come All-American, nel 1988 e 1989 finì terzo nelle votazioni dell'Heisman Trophy e nelle stesse stagioni fu premiato come giocatore dell'anno della Eastern College Athletic Conference. Dopo il suo terzo anno decise di lasciare la scuola in anticipo, e fu scelto nel dodicesimo giro del Draft NFL 1990 dai Los Angeles Raiders. Tuttavia optò per firmare con i BC Lions della Canadian Football League nel maggio 1990. Trascorse la stagione 1990 come riserva dei quarterback Doug Flutie e Joe Paopao. Nel limitato tempo a disposizione, Harris completò 18 passaggi su 42 per 300 yard, con 3 touchdown e 3 intercetti. Corse anche per 145 yard e altri 3 touchdown. In seguito giocò per tre stagioni nell'Arena Football League in cui complessivamente passò 2.159 yard e 29 touchdown, oltre 837 yard corse e 23 touchdown su corsa.

## Palmarès
- College Football Hall of Fame
- Numero 9 ritirato dai West Virginia Mountaineers